# Pullman National Historical Park
Pour les articles homonymes, voir Pullman.
Le Pullman National Historical Park est un parc historique national situé à Chicago, dans l'État de l'Illinois, aux États-Unis. Établi en décembre 2022, il s'agit d'un district historique centré sur l'ancien Pullman National Monument, lequel a été désigné monument national par le 44e président des États-Unis Barack Obama le 19 février 2015. Il protège la première ville nouvelle des États-Unis (Pullman Planned Community). Le district historique se trouve au 11001 South Cottage Grove Avenue dans le secteur de Pullman.
Le bâtiment administratif, les unités résidentielles, ainsi que d'autres bâtiments du site furent conçus par l'architecte Solon Spencer Beman.
Le quartier trouve son origine dans les plans de fabrication et l'organisation de la Pullman Company qui devint l'une des plus importantes entreprises ferroviaires des États-Unis. La cité ouvrière vit le jour le 26 mai 1880 et fut l'expression physique d'une idée née et nourrie dans l'esprit de l'entrepreneur George Pullman (1831-1897), président de la Pullman's Palace Car Company, qui inventa les célèbres wagons-lits. Pullman espérait attirer les travailleurs les plus qualifiés pour construire ses wagons de luxe. En 1894, la cité ouvrière fut le théâtre de la grève Pullman qui mena à de violentes contestations aux quatre coins des États-Unis.
En 1889, la cité ouvrière de Pullman fut annexée par la ville de Chicago et cessa d'exister comme entité indépendante. Elle devint une portion de ce qui est aujourd'hui connu comme étant le secteur de Pullman, un des 77 secteurs communautaires de la ville de Chicago.
Le Pullman National Historical Park fut inscrit au Registre national des lieux historiques (National Register of Historic Places ; NRHP) le 8 octobre 1969 et déclaré National Historic Landmark (NHL) le 30 décembre 1970 par le National Park Service. Il fut également reconnu Chicago Landmark (CL) le 16 octobre 1972 par les membres de la Commission on Chicago Landmarks de la ville de Chicago avec l'approbation du conseil municipal de Chicago.

## Description

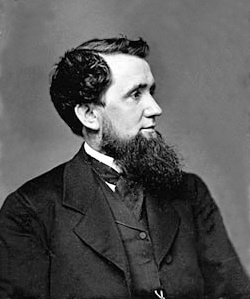
George Pullman.

L'entrepreneur et homme d'affaires George Pullman fut à l'origine de la création de la première ville nouvelle des États-Unis : la cité ouvrière Pullman (planned industrial community). Bâtie entre 1880 et 1884, la cité ouvrière s'étendit sur un site de 16 ha. Cette dernière concentra à la fois les usines Pullman (Pullman Factory), les bâtiments administratifs (Pullman Administration Buildings), les unités résidentielles dans lesquelles vivaient les employés et les cadres de l'entreprise, et l'hôtel Florence (Florence Hotel ; nommé d'après la fille de Pullman). Aujourd'hui, le district historique abrite également le musée A. Philip Randolph Pullman Porter Museum, nommé en l'honneur de l'éminent dirigeant syndical et défenseur des droits civiques Asa Philip Randolph qui fonda la Brotherhood of Sleeping Car Porters.
La construction de la cité ouvrière fut réalisée par les employés de Pullman. Les structures étaient en briques, fabriquées à partir de l'argile du lac Calumet situé à proximité. Une briqueterie fut construite à cet effet au sud de la ville. Les ateliers de Pullman produisirent des pièces détachées utilisées tout au long de la construction de cette ville nouvelle.
En 1883, la population dans la cité ouvrière atteignit 8 000 habitants. En 1884, lorsque les travaux de construction furent achevés, la cité ouvrière comprit plus de 1 000 maisons et bâtiments publics. Les administrateurs de la Pullman Company eurent pour objectif d'attirer d'autres entreprises sur le site. Cependant, seules les filiales et les fournisseurs de Pullman partagèrent la cité ouvrière. Des logements supplémentaires furent construits au nord des usines après que l'Union Foundry et l'Allen Paper Car Company y transférèrent leurs activités. L'architecte Solon Spencer Beman (connu pour sa planification urbaine des quartiers industriels de Chicago) conçut des logements plus modestes et moins coûteux pour les employés peu qualifiés. Les employés de Pullman, en revanche, furent jeunes et qualifiés. Les loyers étaient fixés de manière à permettre à l'entreprise de réaliser un bénéfice de 6 % par rapport aux coûts de construction.
En 1889, la cité ouvrière Pullman fut annexée à la ville de Chicago. Aujourd'hui, elle constitue le district historique connu sous le nom de « Pullman National Historical Park » et se trouve dans l'actuel secteur communautaire de Pullman.
Certaines parties du site devinrent plus récemment la propriété de l'Illinois Historic Preservation Division avant d'être cédées au gouvernement fédéral. D'autres terrains restèrent la propriété de l'État, en tant que Pullman State Historic Site. Le Pullman District, qui comprend le parc historique national, le site historique de l'État et des maisons privées, se trouve à l'est de Cottage Grove Avenue, de la East 103e Street à la East 115e Street. Les défenseurs de la préservation du site espérèrent étendre le quartier à Schlitz Row, mais les tavernes qui s'y trouvèrent furent démolies.
Le 19 février 2015, le 44e président des États-Unis Barack Obama nomma le site « district historique » en le répertoriant sur les listes du National Park Service,. En 2018, à l'occasion du bicentenaire de l'Illinois, le Pullman National Historical Park fut sélectionné comme l'un des « 200 grands lieux de l'Illinois » par l'American Institute of Architects (AIA) et il fut reconnu par le magazine USA Today comme l'un des 25 lieux incontournables de l'Illinois sélectionnés par l'AIA Illinois.

## Historique

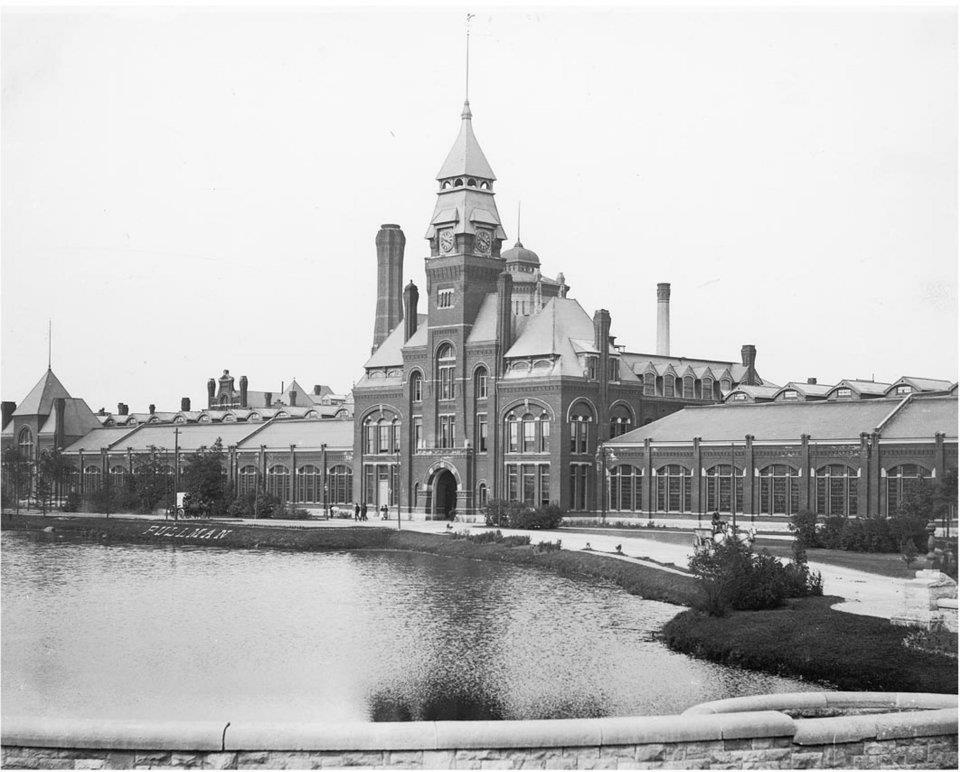
Le bâtiment administratif (vers 1900).

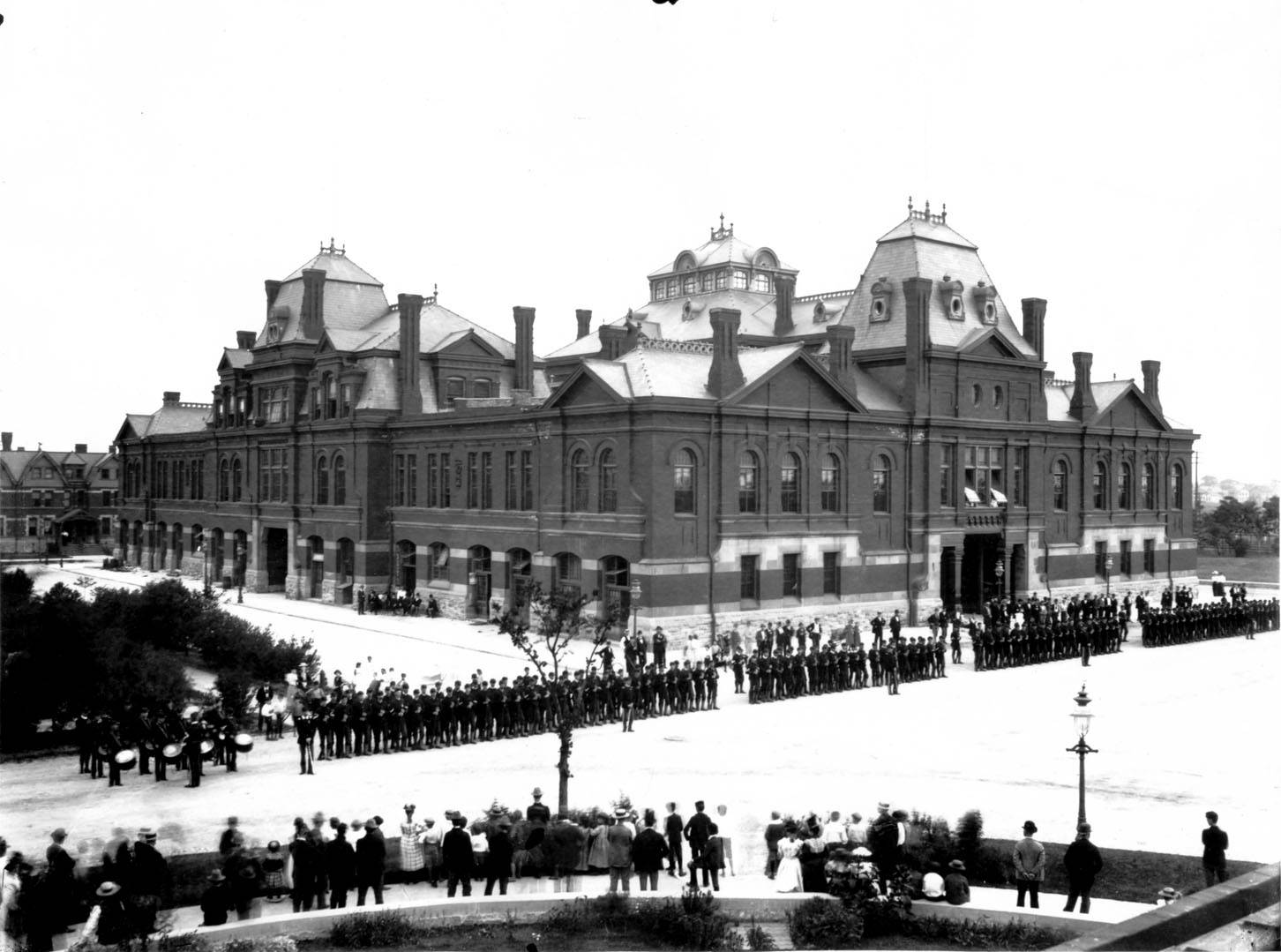
Grévistes devant l'immeuble Arcade de la cité ouvrière Pullman, la Garde Nationale de l'Illinois protège le bâtiment durant la grève (1894).

En 1867, l'entrepreneur George Pullman fonda la Pullman Palace Car Company pour fabriquer les célèbres wagons-lits qu'il inventa. En mettant l'accent sur le luxe et le confort des usagers, Pullman conquit une large part de marché dans le secteur des wagons de chemin de fer. Ces voitures coûteuses furent généralement louées aux compagnies ferroviaires qui disposèrent d'employés qualifiés.
Pullman fut l'un des premiers à défendre le droit des travailleurs et de ses employés dans une ville qui fut un foyer d'agitation ouvrière durant les années 1870. Lorsqu'il fallut construire une nouvelle usine pour répondre à la demande, Pullman eut l'occasion d'intégrer l'amélioration de la condition des employés à l'efficacité de la production. Alors que la valeur des terrains monta en flèche, Pullman acheta 1 600 hectares au sud de Chicago, entre la ligne de l'Illinois Central Railroad et le lac Calumet. Il créa la Pullman Land Association, chargée de superviser les biens immobiliers non industriels, et lui confia la gestion de tous les terrains, à l'exception de 200 hectares.
La cité ouvrière ne connut pas le succès escompté par George Pullman. Les bénéfices provenant des loyers n'atteignirent pas les 6 % prévus. En outre, le site de l'entreprise devint une attraction populaire durant l'Exposition universelle de 1893 (World's Columbian Exposition) car les organisateurs proposèrent aux visiteurs de s'y rendre pour découvrir la cité ouvrière. Cependant, la panique de 1893 commença cette année-là, dévastant l'industrie ferroviaire. La demande de wagons-lits s'effondra et, pour maintenir la rentabilité de l'entreprise, Pullman baissa les salaires de ses employés. Les loyers, automatiquement déduits des chèques de paie, ne furent pas diminués.
La grève Pullman (Pullman Strike) débuta le 11 mai 1894 lorsque environ 3 000 employés de la Pullman Company entamèrent une grève sauvage, en réaction aux baisses de salaire imposées par Pullman, ce qui paralysa entièrement le trafic ferroviaire dans tout l'ouest de Chicago. Durant les jours qui suivirent, la grève Pullman devint un conflit social d'ampleur national entre les syndicats de travailleurs et les entreprises ferroviaires. En solidarité, environ 125 000 cheminots de tout le pays, menés par le syndicaliste Eugene Victor Debs, refusèrent de manipuler des wagons Pullman. Le procureur général Olney imposa une injonction et le président des États-Unis Grover Cleveland envoya des troupes, bien que les politiciens de Chicago s'opposèrent à cette mesure. Environ 250 000 travailleurs furent impliqués au plus fort de la grève. 40 personnes perdirent la vie.

## Architecture et patrimoine

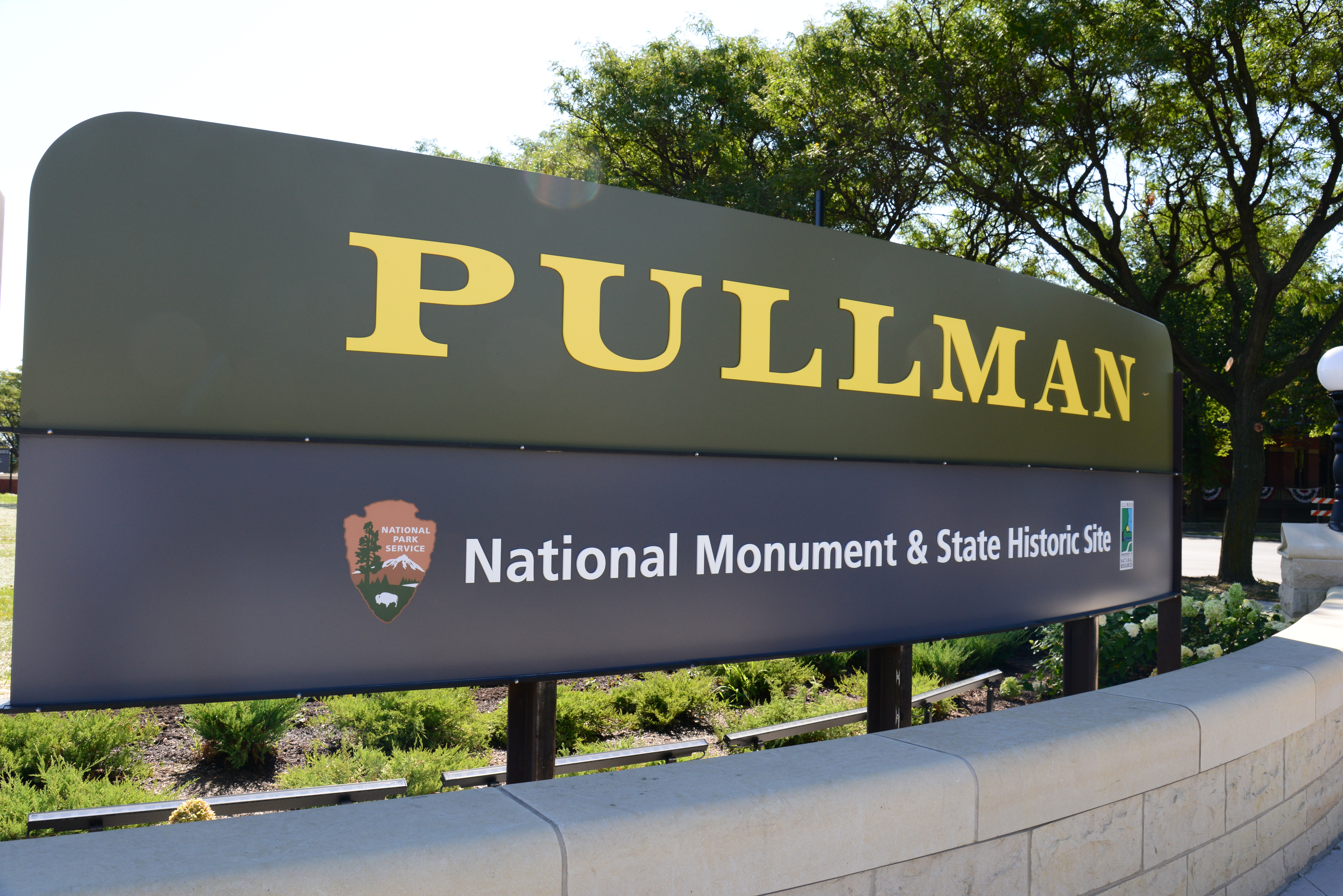
Panneau attestant de la classification du site au National Park Service.

L'architecte Solon Spencer Beman fut chargé de concevoir les bâtiments de la ville de Pullman, y compris 1 300 unités d'habitation. Nathaniel Franklin Barrett fut chargé de l'agencement et de l'aménagement paysager. L'ancien directeur de l'assainissement de Chicago, Benzette Williams, mit au point les services publics et le système de drainage. Le projet commença au début de l'année 1880 et les premiers bâtiments de l'usine furent presque terminés à l'automne. Les logements furent principalement constitués de maisons en rangée en briques rouges et furent équipés d'une plomberie intérieure. Les logements spacieux représentèrent une amélioration significative par rapport aux tènements auxquels les ouvriers étaient habitués à cette époque. L'architecture s'inspire principalement du style Queen Anne avec des détails de l'architecture romane.
En 1960, une proposition de démolition des friches et des anciennes habitations en faveur d'un nouveau parc industriel incita les habitants à former la Pullman Civic Organization (PCO) pour soutenir la préservation du site. Le 8 octobre 1969, le National Park Service (NPS) fit inscrire environ 120 ha du site sur le Registre national des lieux historiques. L'année suivante, il fut reconnu comme National Historic Landmark, le site étant jugé comme « une valeur exceptionnelle pour la nation ». Le 16 octobre 1972, la partie sud du site fut reconnue comme Chicago Landmark par les membres de la Commission on Chicago Landmarks de la ville de Chicago. En 1993, un deuxième Chicago Landmark fut créé pour la partie nord puis fusionné avec l'autre landmark en 1999. Enfin, l'importance historique et architecturale du site conduisit les autorités municipales à en faire un district historique (Historic district) de la ville de Chicago.
La Pullman Civic Organization accorda des subventions pour aider les habitants à restaurer leurs maisons, et une organisation à but non lucratif, la Historic Pullman Foundation, acheta plusieurs bâtiments importants pour les réhabiliter dans les années 1970.

## Dans la culture populaire
- En 2004, le film d'animation Le Pôle express, réalisé par Robert Zemeckis, fait référence à plusieurs éléments de l'histoire ferroviaire et l'aspect des bâtiments sur la place du pôle Nord est inspiré de l'usine Pullman[18].

## Galerie d'images

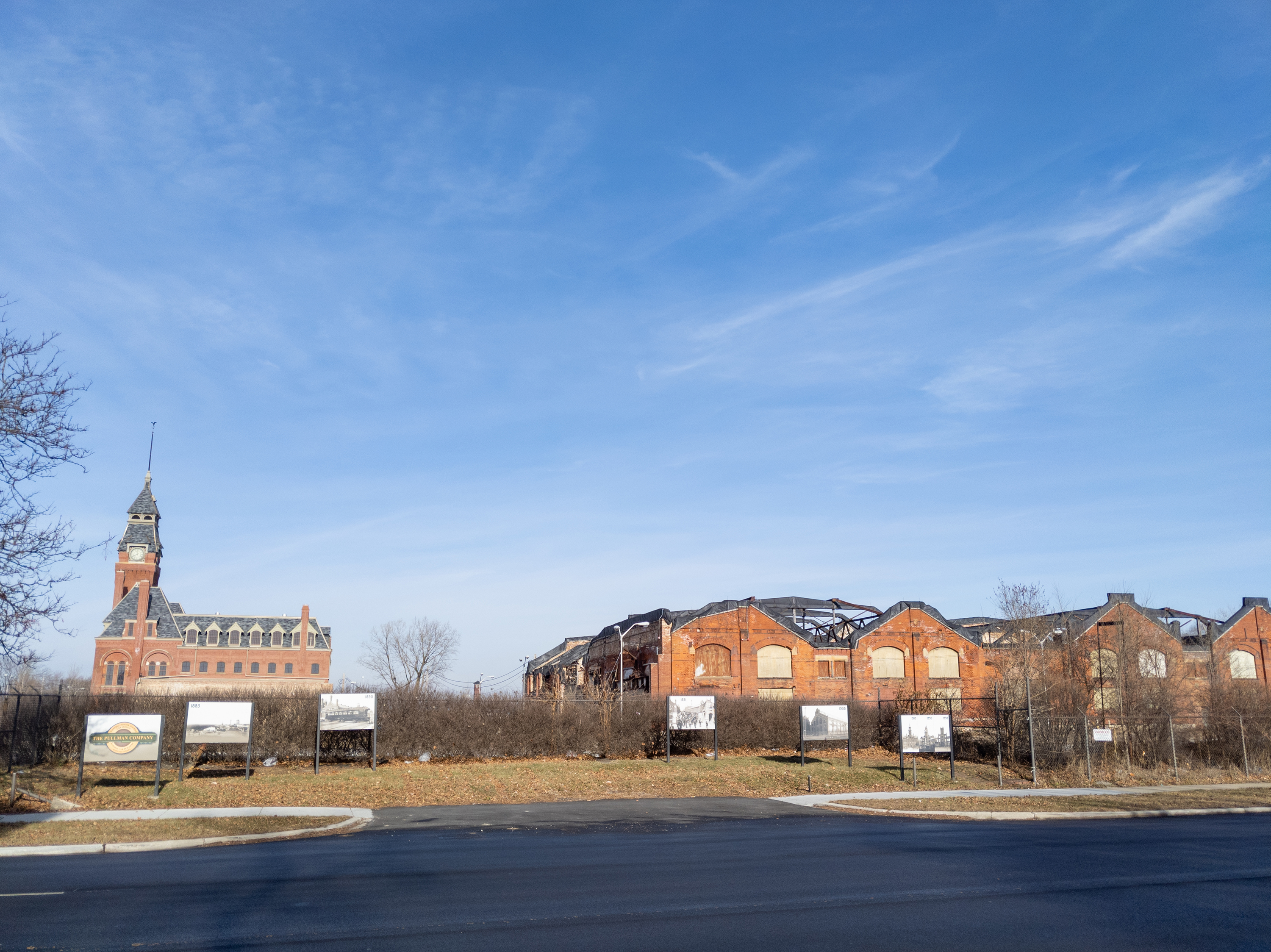
Vue sur le bâtiment administratif (à gauche).
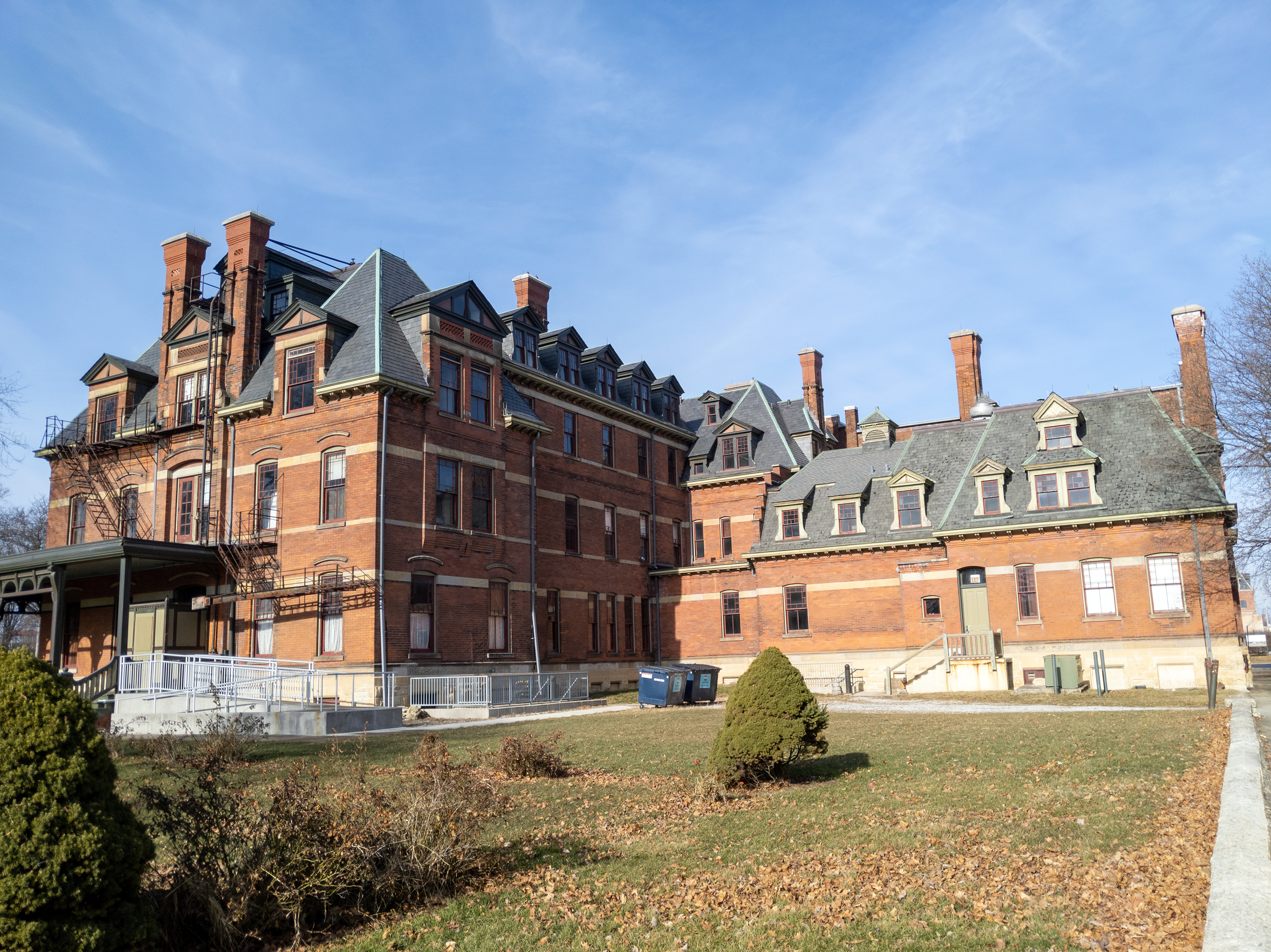
Le bâtiment Arcade abrita des bureaux de la Pullman Company.
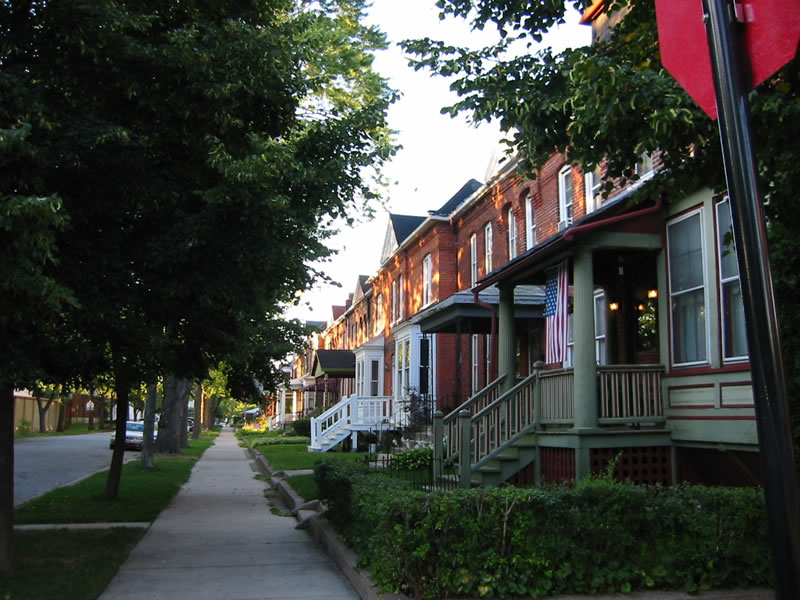
Rangée de maisons dans le district historique.
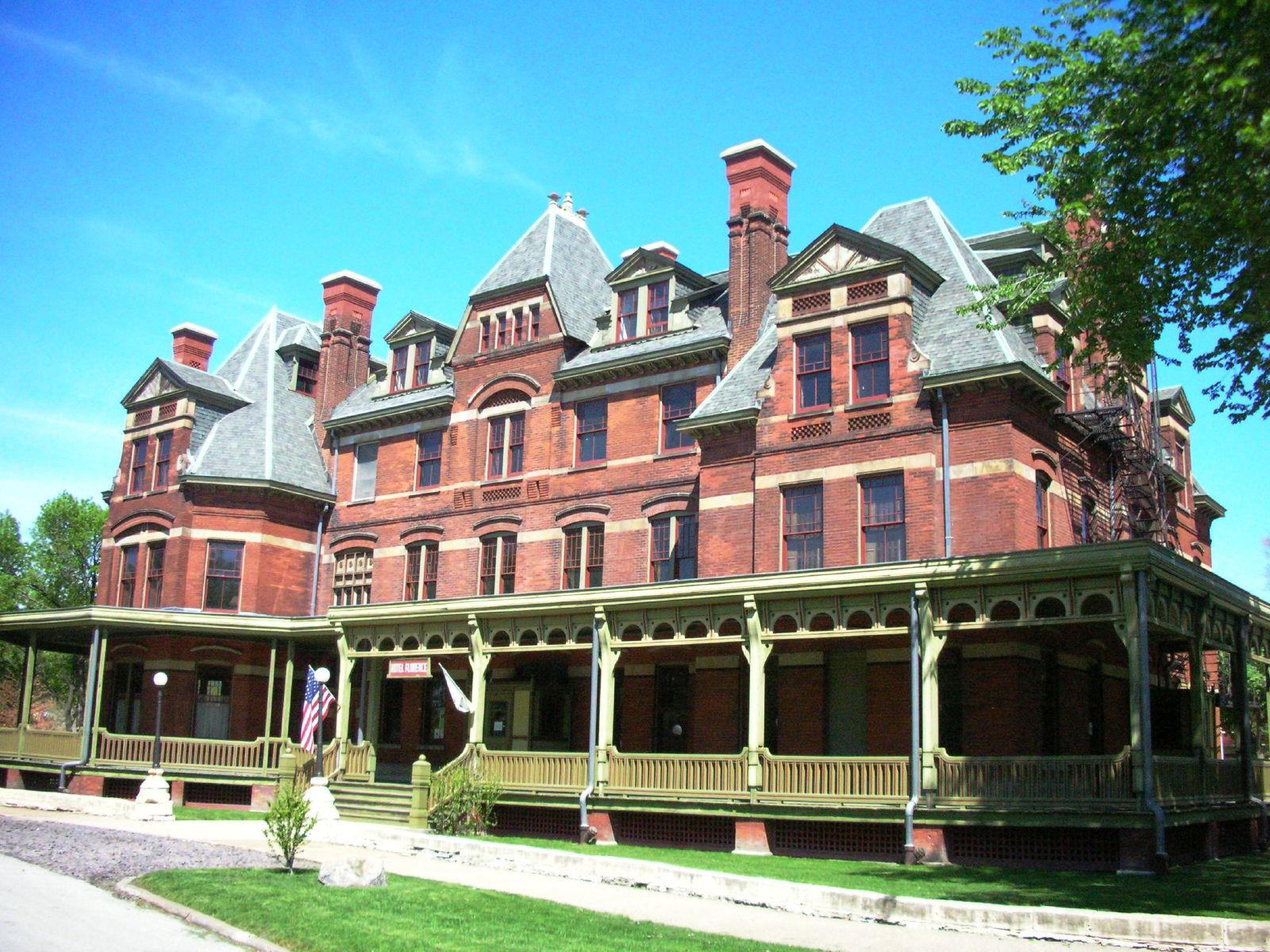
Le Florence Hotel.